# Kiyomizu-dera
Kiyomizu-dera (o Kiyomizudera, 清水寺,(en japonés templo del agua pura) denomina a varios templos budistas, y más comúnmente se refiere al templo Otowasan Kiyomizudera (音羽山清水寺) en la ciudad de Kioto, Japón. El conjunto forma parte de los Monumentos históricos de la antigua Kioto, pertenecientes al Patrimonio de la Humanidad declarado por la Unesco.

## Historia
El Kiyomizu-dera fue fundado a comienzos del Periodo Heian. El templo data del año 778, aunque los edificios actuales fueron construidos en 1633. El templo toma su nombre de las cascadas que existen en el complejo, las cuales bajan de las colinas cercanas. Kiyomizu (清水) literalmente significa agua pura, agua clara o agua limpia.
Originalmente estaba afiliada a la antigua e influyente secta Hossō, que procedía desde los tiempos del Periodo Nara. Sin embargo, en 1965 se rompió esa afiliación y sus custodios actuales se denominan a sí mismos los miembros de la secta "Kitahossō".

## Actualidad
El edificio principal de Kiyomizu-dera destaca por su compleja arquitectura y aparte, se sostiene por cientos de pilares, que sobresale de la colina y ofrece impresionantes vistas de la ciudad. Existe una expresión popular, que dice: "saltar de la plataforma de Kiyomizu" (「清水の舞台から飛び降りる」), que se remonta a una tradición del Período Edo, que supone que, si uno sobrevive al saltar desde esa plataforma, le será concedido un deseo.
Sobrevivir parece posible: la exuberante vegetación bajo la plataforma podría amortiguar la caída de un peregrino afortunado, aunque esta práctica está prohibida en la actualidad. 234 saltos se recuerdan en el período Edo, y de esos, 85'4% sobrevivieron. La caída tiene, en efecto, solo 13 metros, lo cual resulta impresionante para una construcción de madera.
Debajo de la sala principal se encuentra la cascada Otowa-no-taki, donde tres canales de agua caen en un estanque. Los visitantes del templo cogen el agua de la cascada, de la que se piensa que tiene propiedades terapéuticas, en copas de metal o de plástico. Se dice que beber esta agua supone tener salud, longevidad y éxito en los estudios.
Los diferentes edificios forman un complejo donde hay varios recintos sagrados. El más notable es quizás el santuario Jishu (Jishu-jinja), dedicado a Okuninushino-Mikoto, un dios del amor y los "buenos matrimonios". Este santuario posee dos "piedras del amor", situadas a 18 pies (6 metros) la una de la otra, distancia que los visitantes solitarios intentan sortear con los ojos cerrados. El éxito en alcanzar la piedra del otro lado, con los ojos cerrados, es entendido como el presagio de que el peregrino encontrará el amor. Uno puede ser asistido por alguien en ese tramo, pero eso se entiende como que la persona necesitará de un intermediario para encontrarlo.
Forma parte del conjunto de Monumentos históricos de la antigua Kioto (ciudades de Kioto, Uji y Otsu) declarados Patrimonio de la Humanidad por la Unesco en el año 1994.
El templo fue uno de los candidatos en la lista a las Nuevas siete maravillas del mundo moderno propuesta por la New Open World Foundation del suizo Bernard Weber.

## Galería

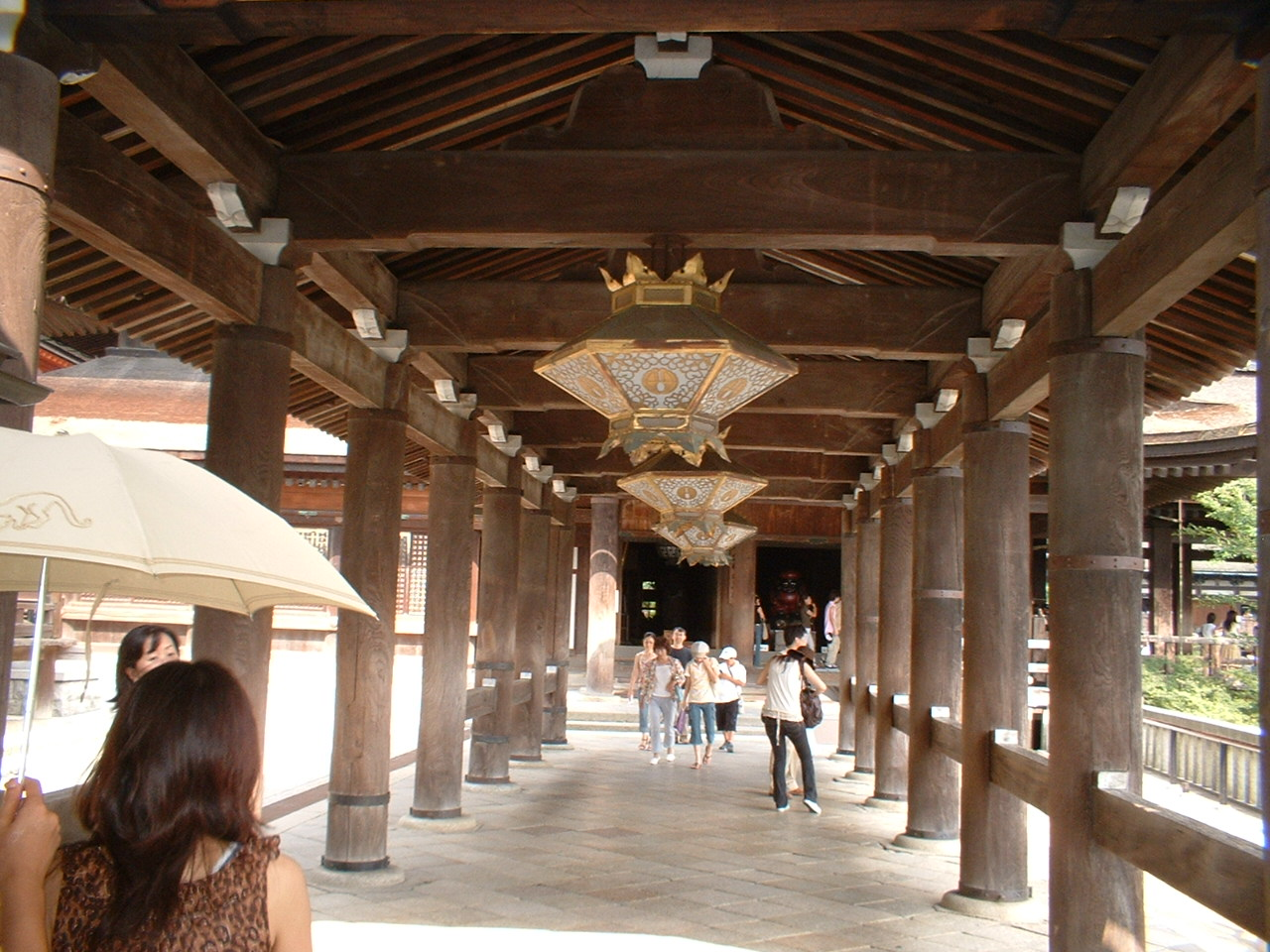
Pasillo exterior que conecta las distintas estructuras del templo.
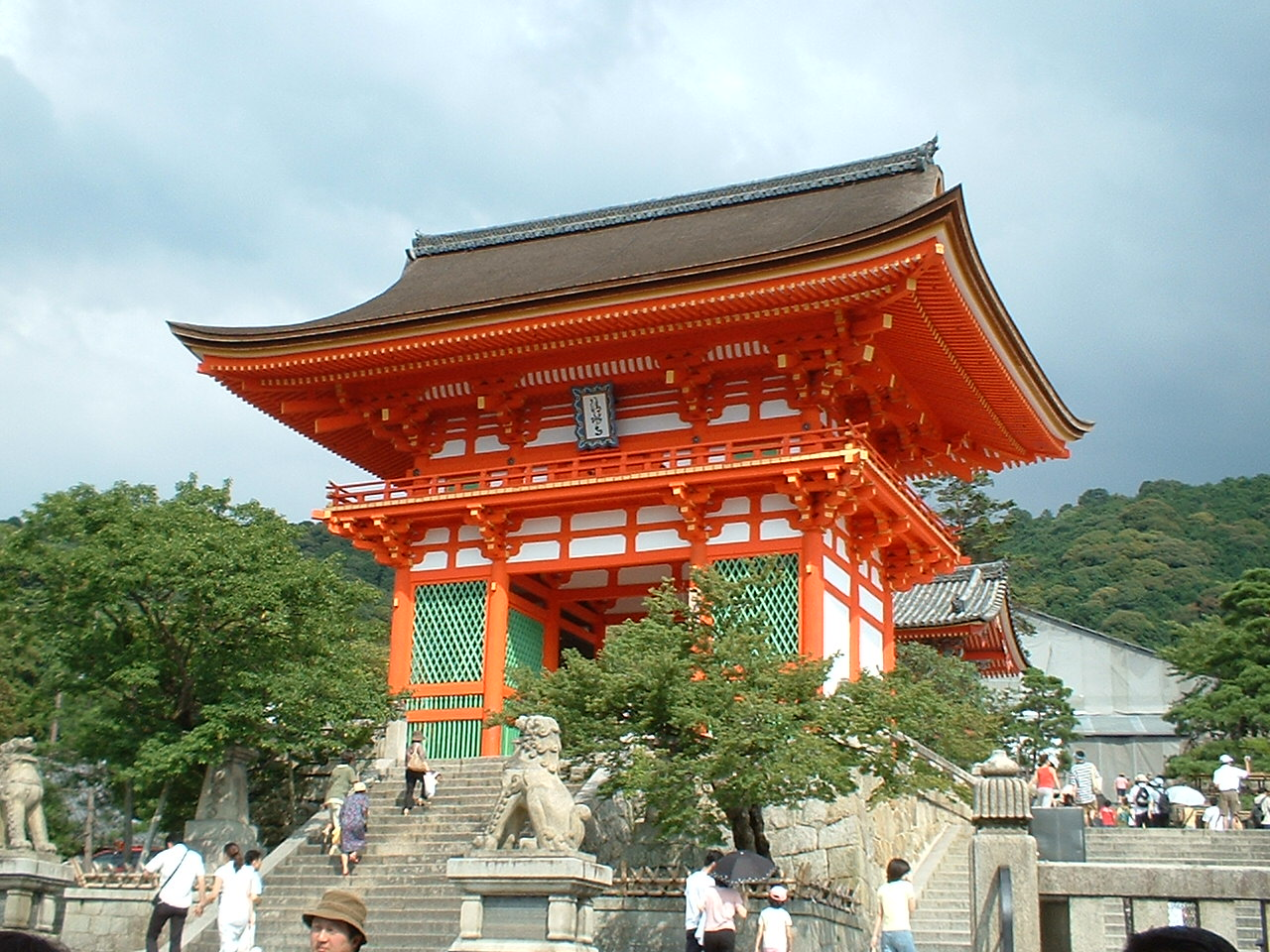
Entrada Niou del templo.
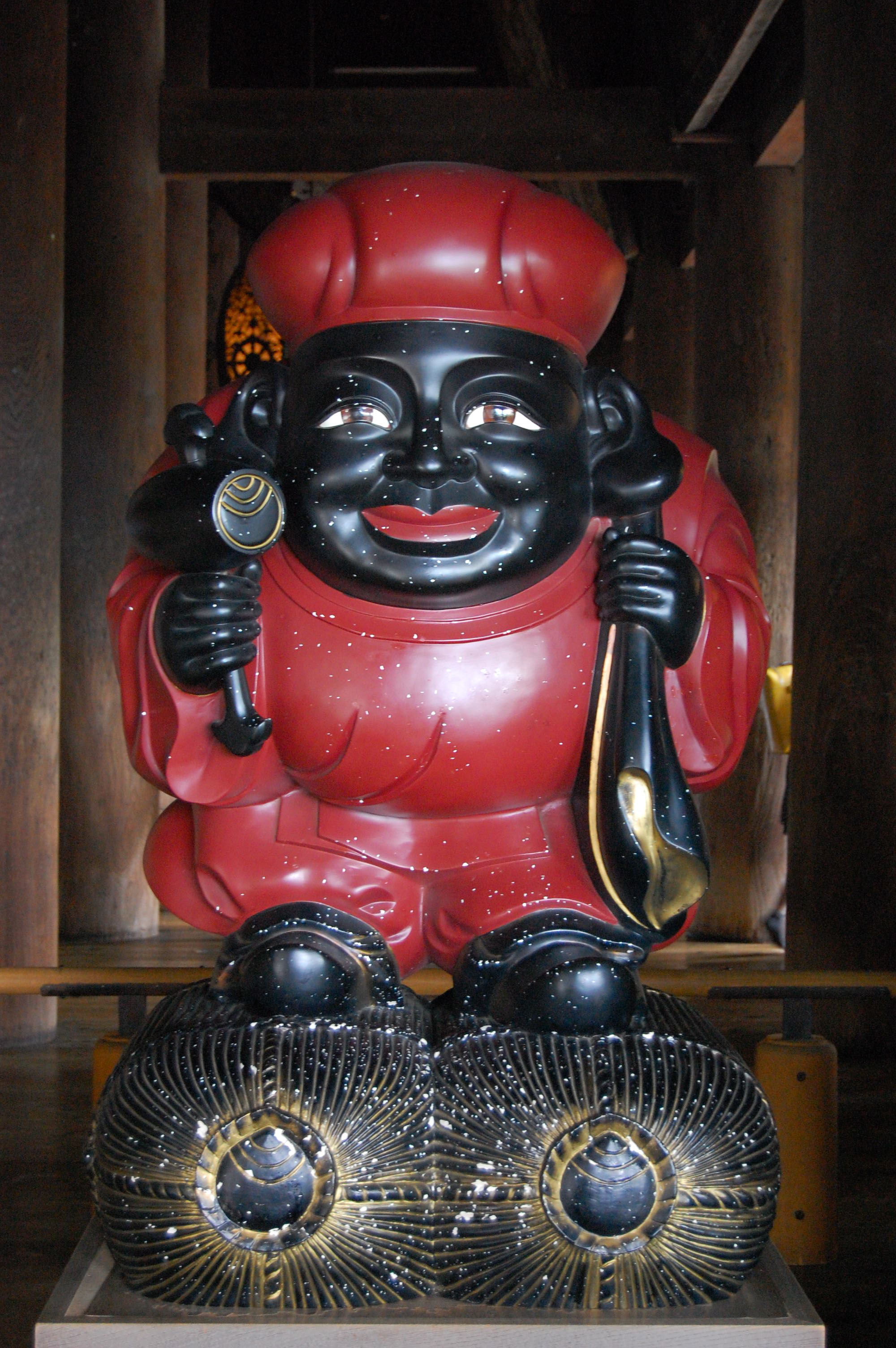
Okuninushino-Mikoto, dios del amor.
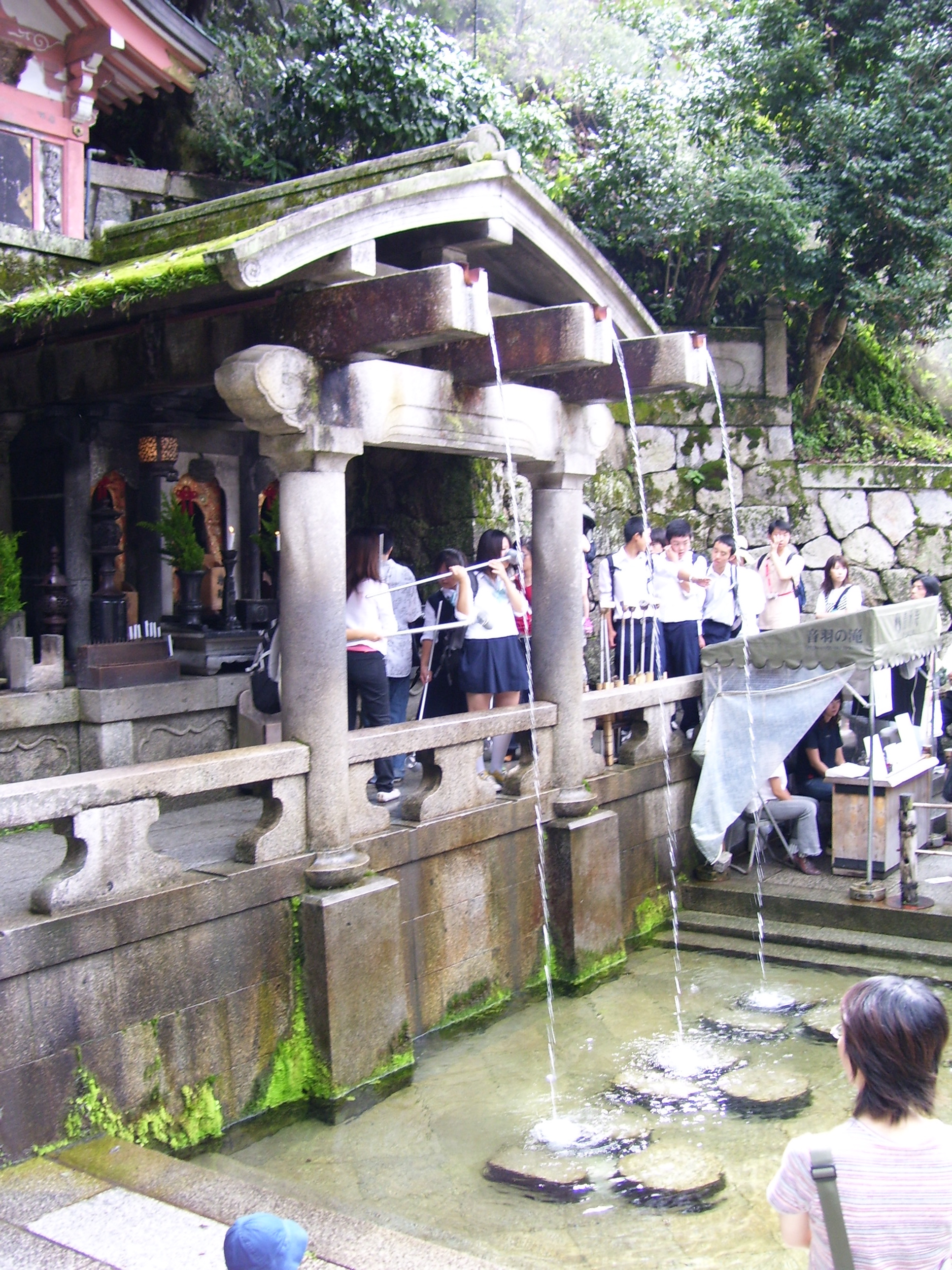
Otowa-no-taki: cascada del templo Kiyomizu-dera.
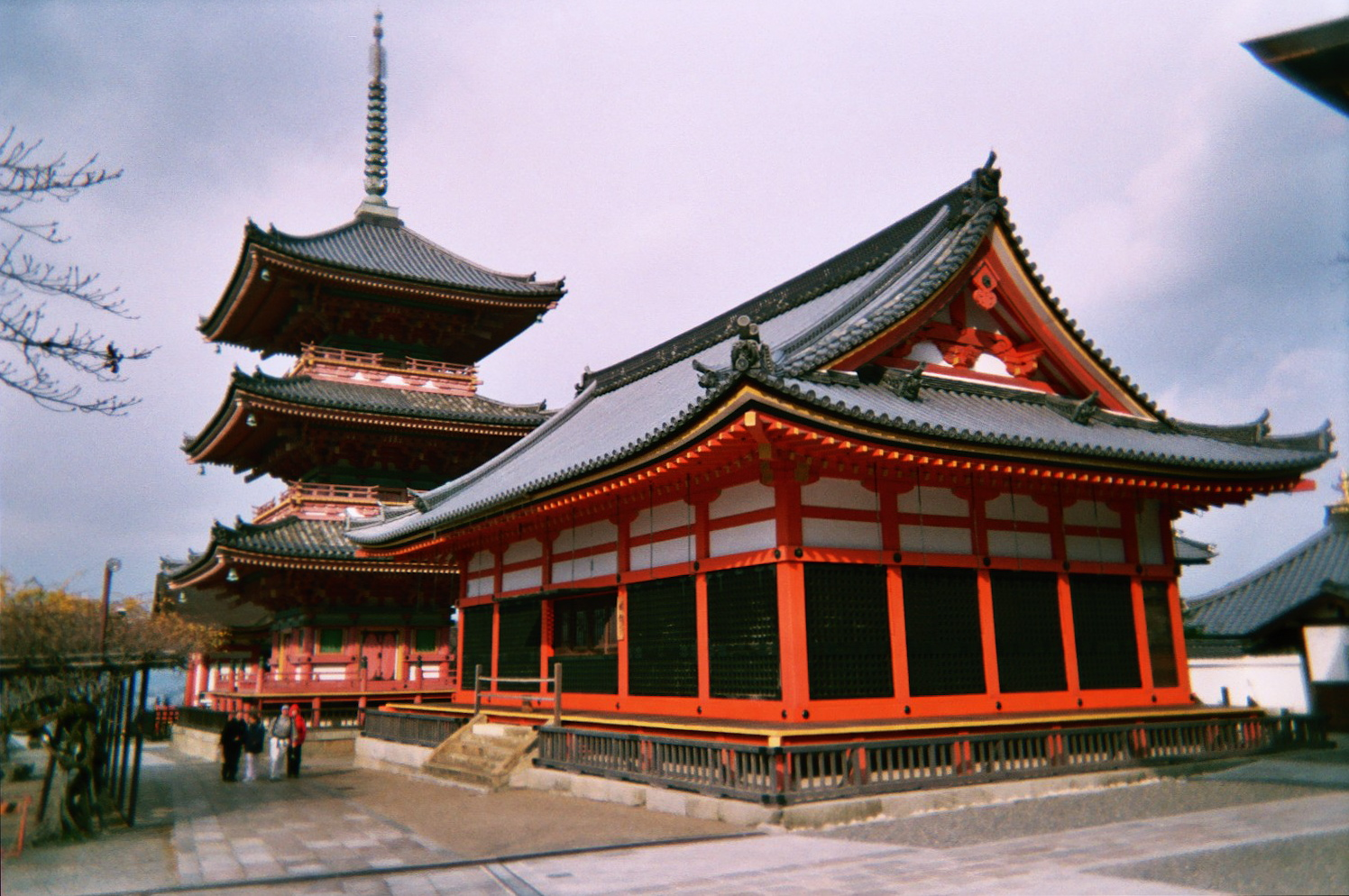
Vista parcial del  conjunto.
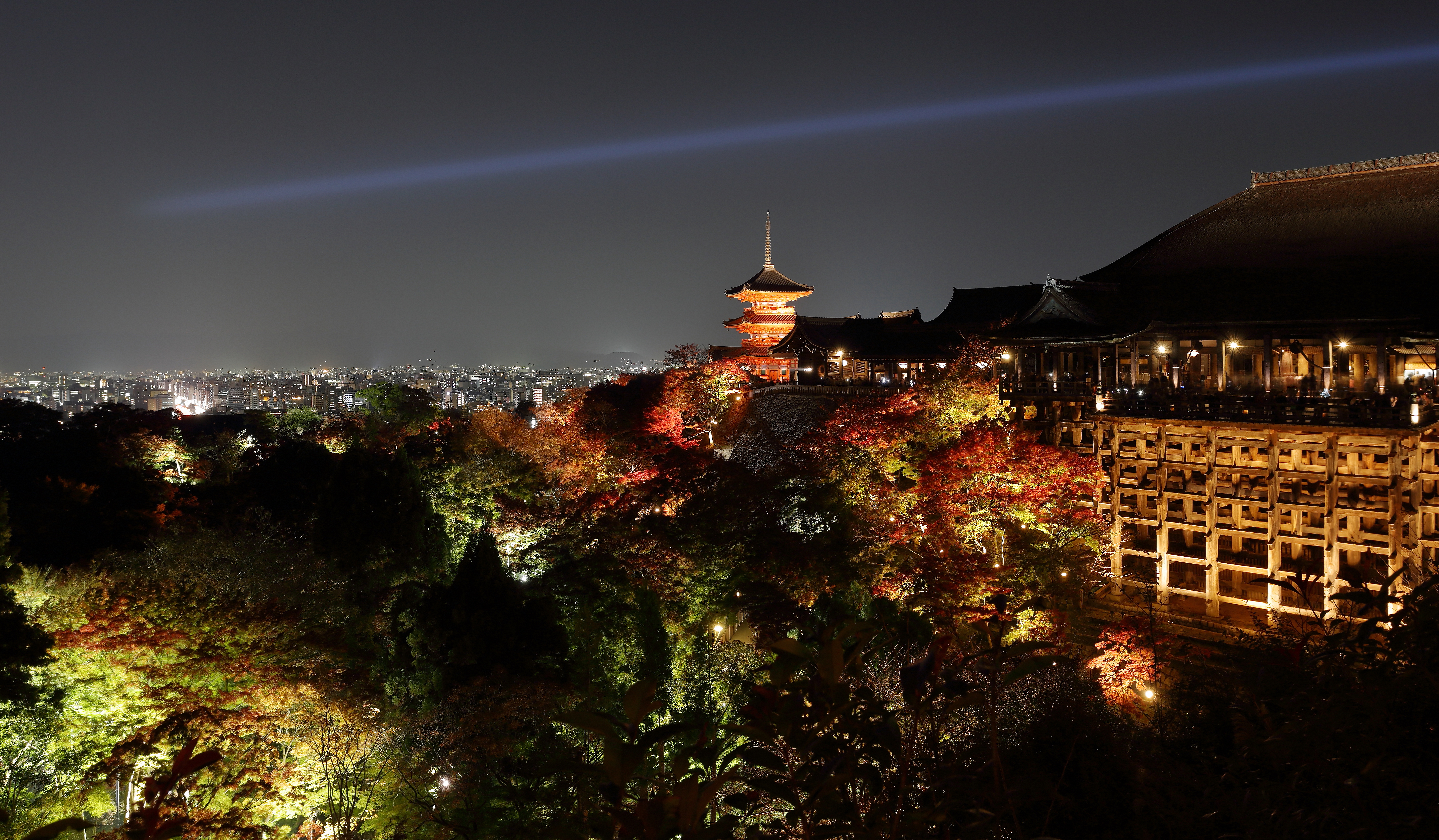
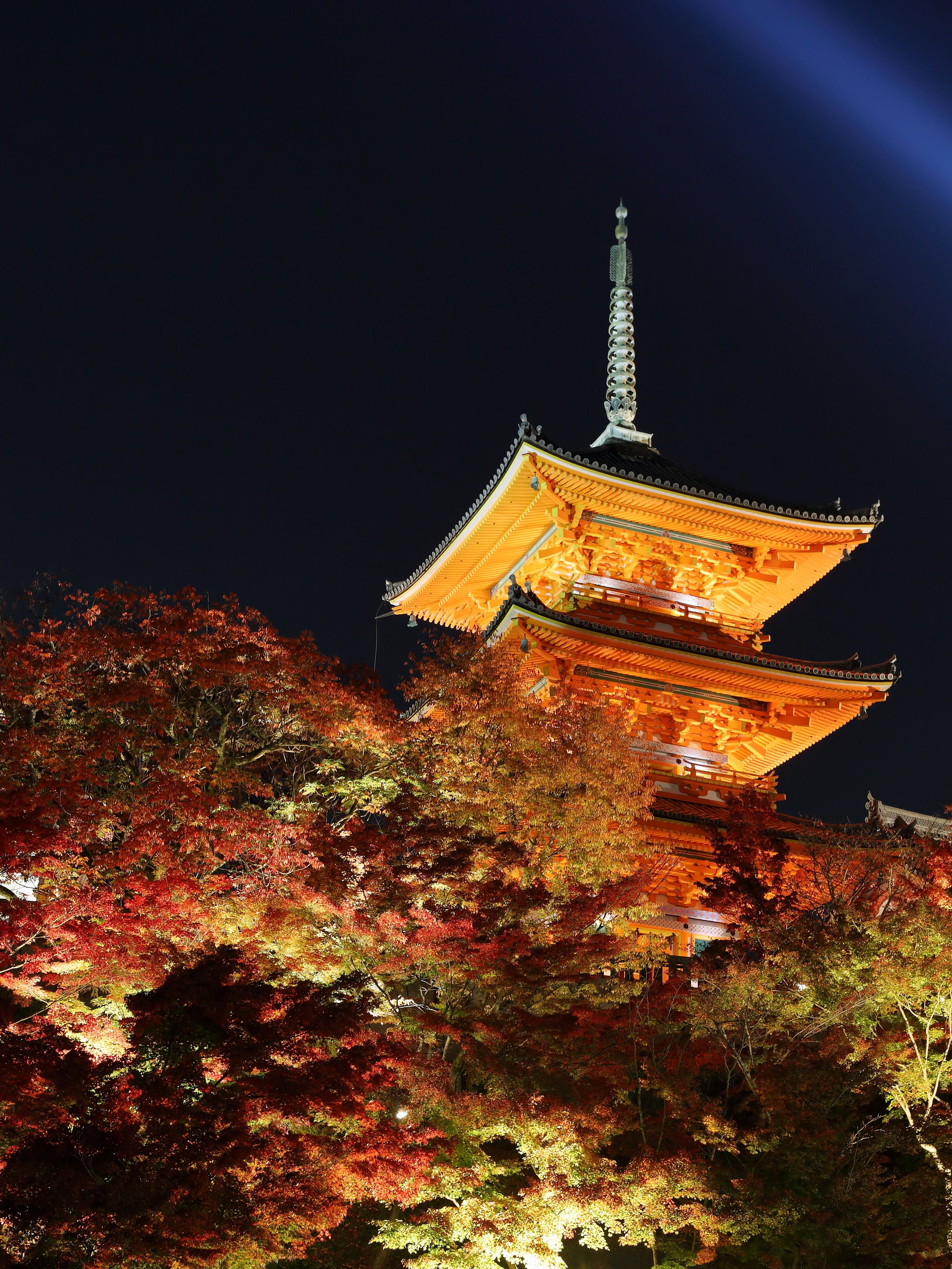
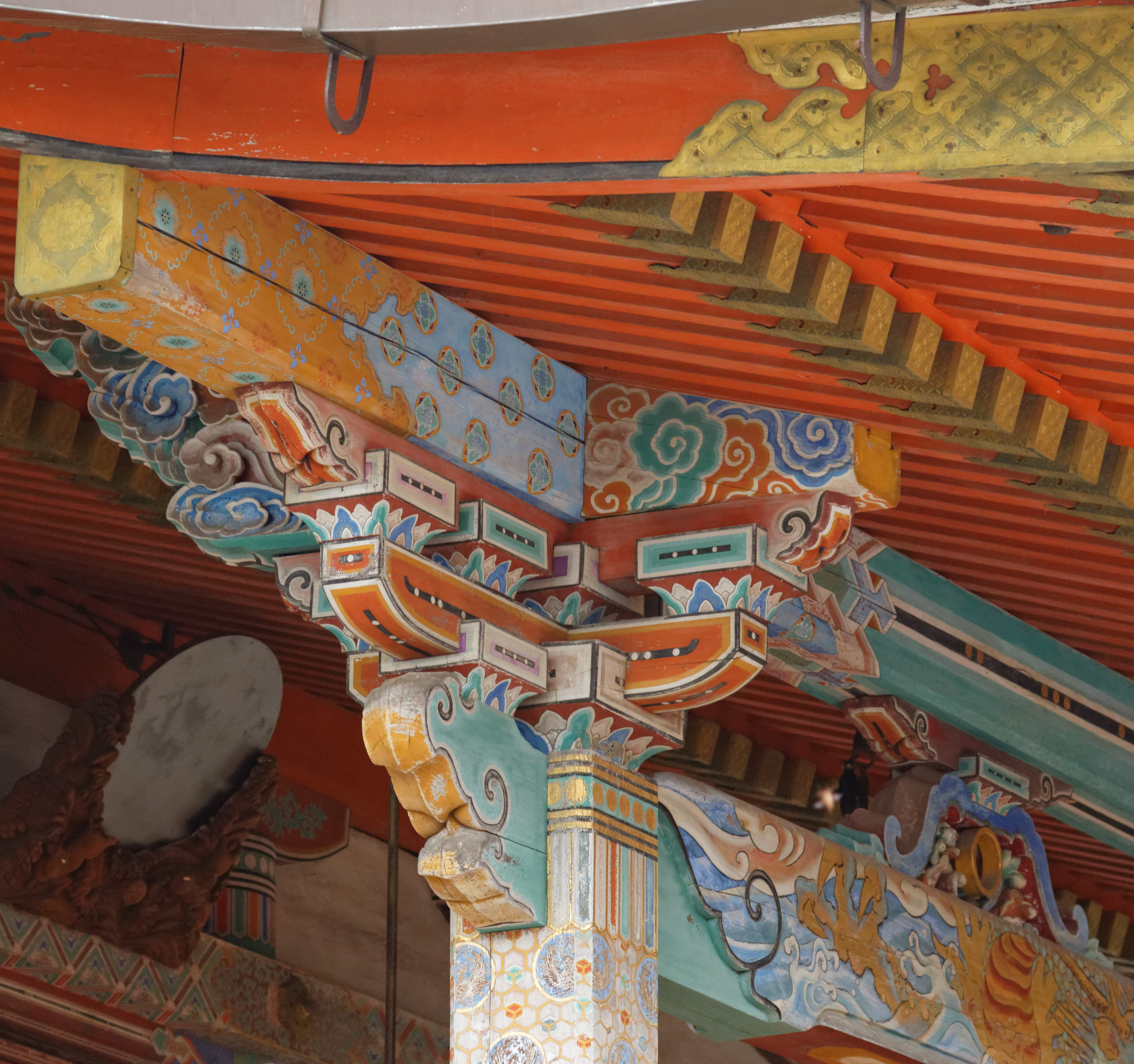
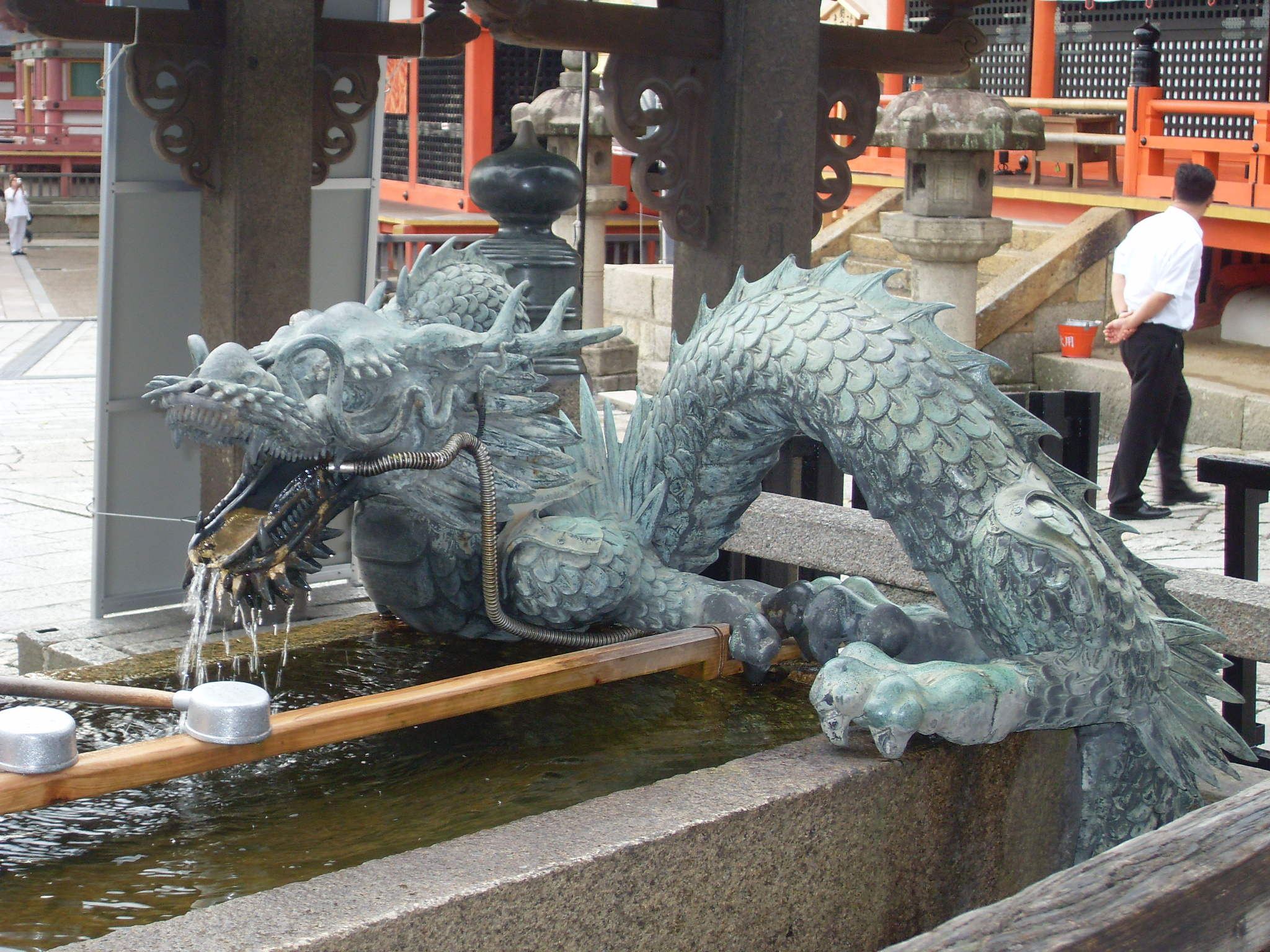
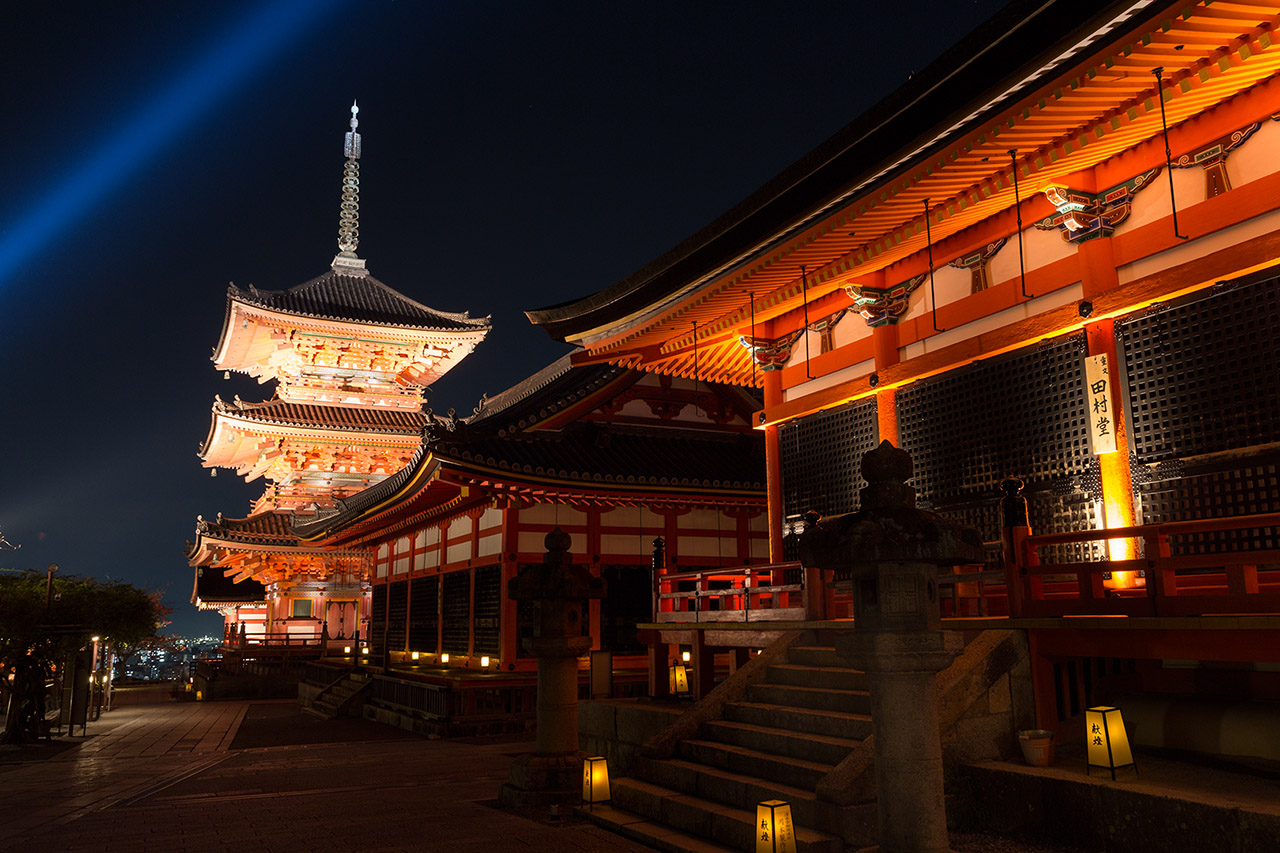
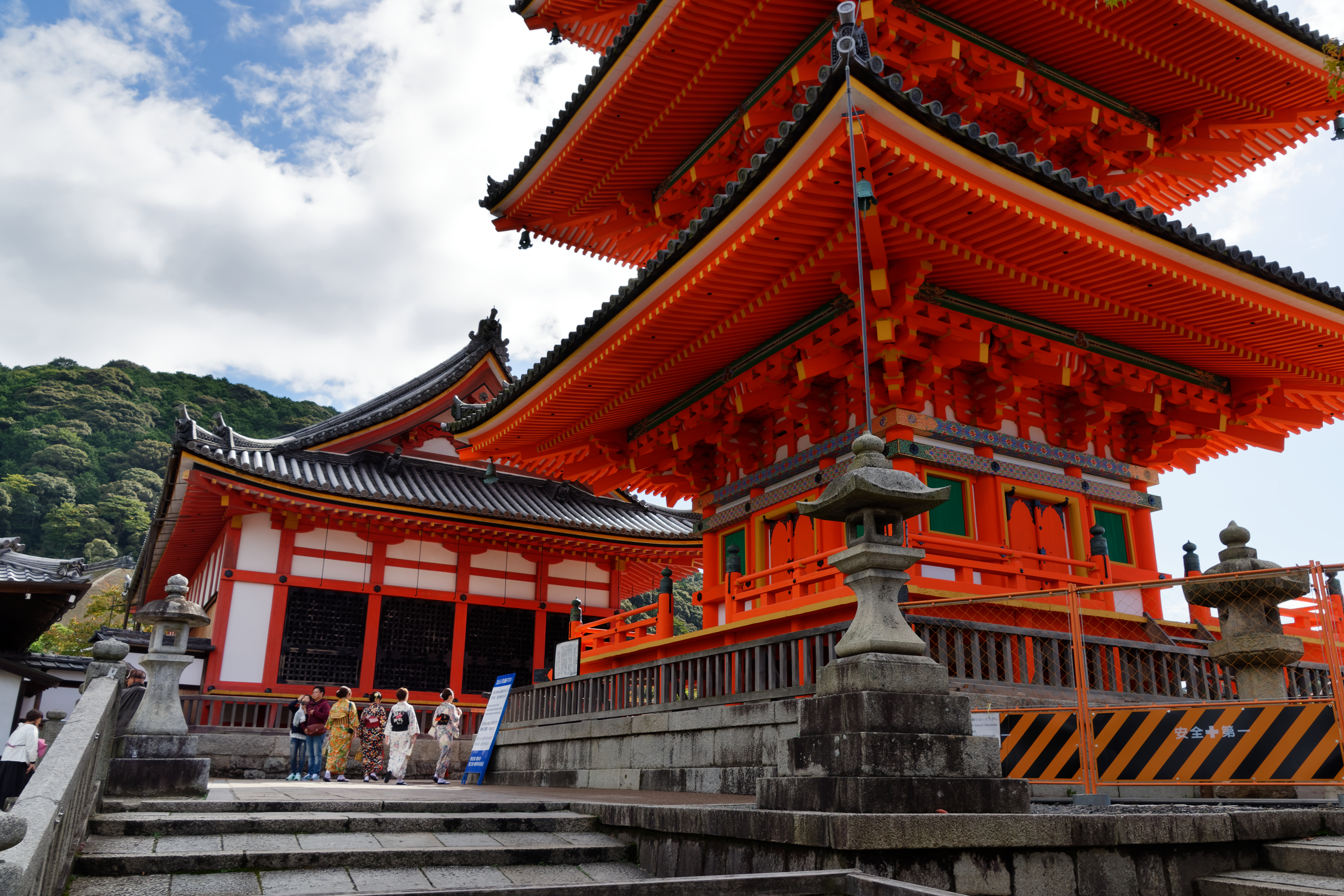
Kyo-do y pagoda